# ساتيرة فرثية
ساتيرة فرثية (الاسم العلمي: Satyrus parthicus) هي نوع من الحشرات تتبع جنس الساتيرة من فصيلة الحورائيات.